# Vojka nad Dunajom

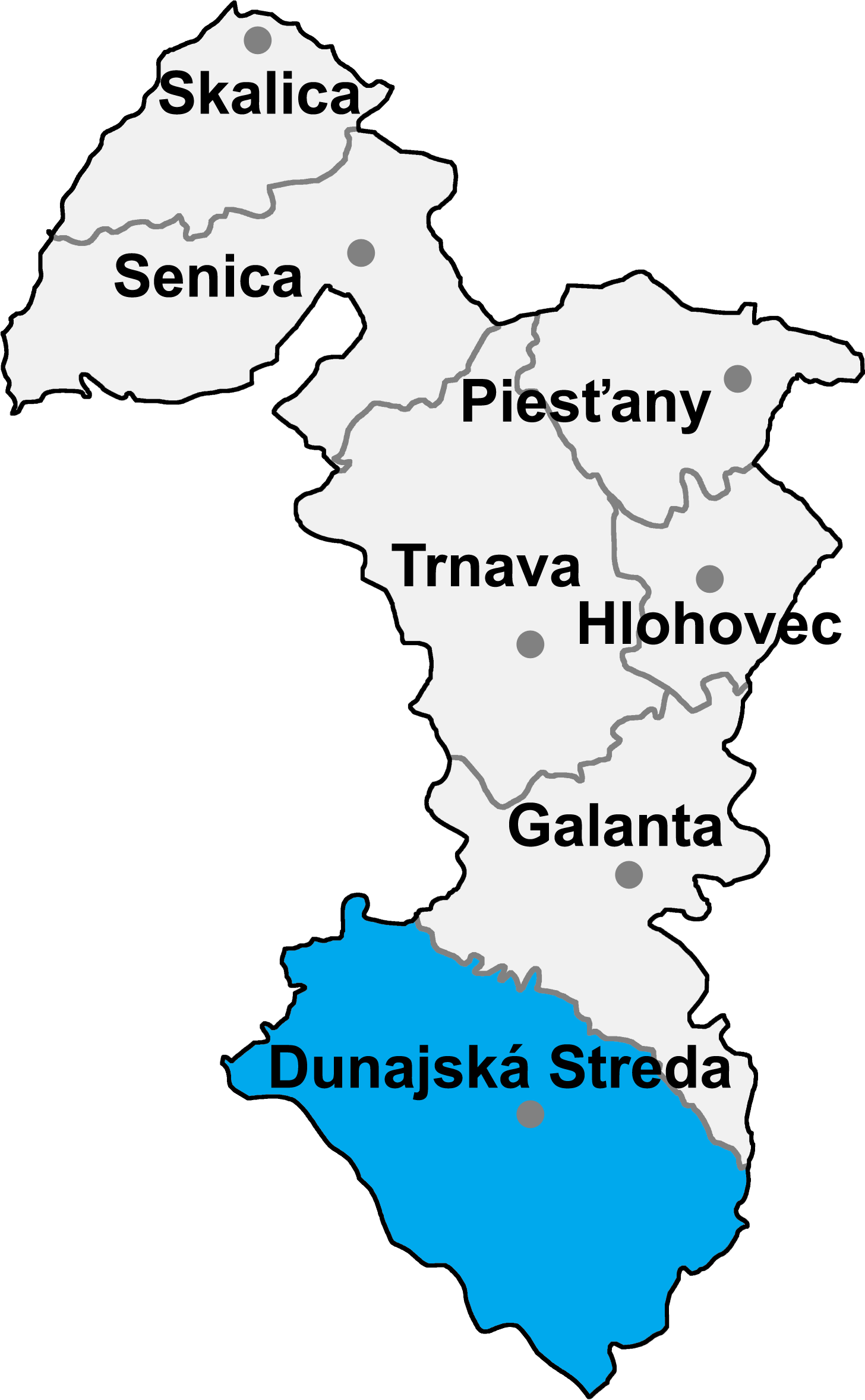
Localização de Dunajská Streda (distrito) na Trnava (região)

O Distrito eslovaco de Vojka nad Dunajom é um dos sessenta e quatro municípios que formam a Distrito de Dunajská Streda, situada em Região de Trnava, Eslováquia.

## Demografia
| Ano:        | 1994 | 2004    | 2014   | 2024   |
| ----------- | ---- | ------- | ------ | ------ |
| Broj ljudi: | 471  | 421     | 453    | 446    |
| Razlika:    |      | -10,61% | +7,60% | -1,54% |

| Ano:               | 2023 | 2024   |
| ------------------ | ---- | ------ |
| Número de pessoas: | 441  | 446    |
| Diferença:         |      | +1,13% |